# Arabela (imię)
Arabella, Arabela - imię żeńskie, być może łacińskiego pochodzenia.
Arabella imieniny obchodzi: 17 listopada.